# افرادی با بینش
افرادی با بینش (به انگلیسی: Las de la Intuición) نام ترانه‌ای از از هنرمند اهل کلمبیا شکیرا است که در ۲۹ ژانویه ۲۰۰۷ منتشر شد. این ترانه از آلبوم دلبستگی دهانی جلد ۱ می‌باشد. نسخه انگلیسی این ترانه با نام بینش ضعیف در کشور هلند به صورت تبلیغاتی پخش شد.